# Charles-Joseph Bouchard

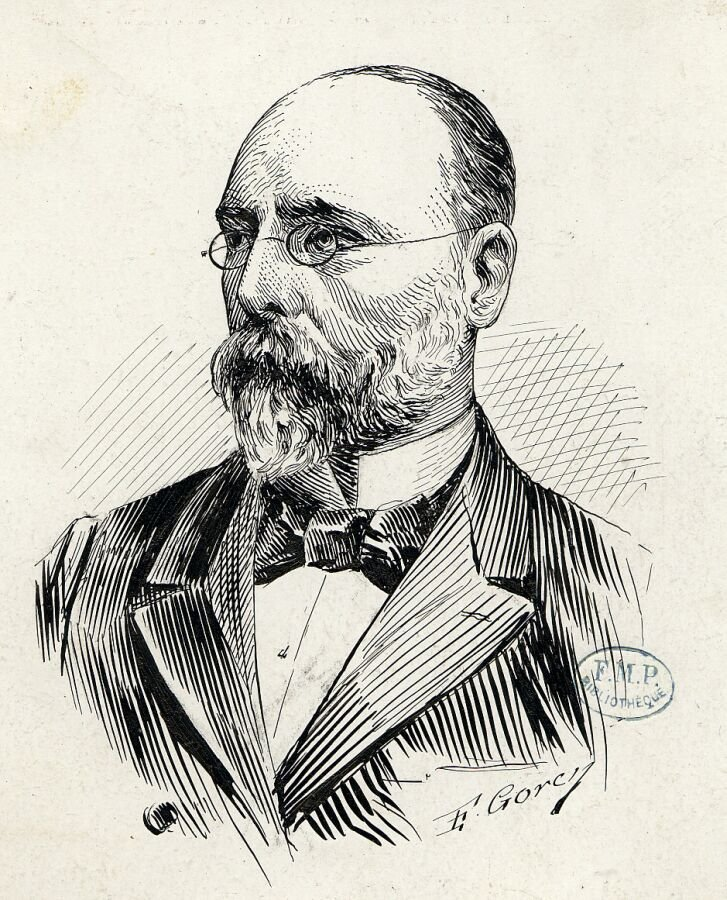
Charles-Joseph Bouchard

Charles-Joseph Bouchard (ur. 6 września 1837 w Haute-Marne, zm. 1915) – francuski lekarz, patolog. 
Studiował medycynę na uniwersytetach w Lyonie i Paryżu, tytuł doktora medycyny otrzymał w 1866 roku. W 1874 roku został przyjęty do pracy w szpitalu Bicêtre, w 1879 roku otrzymał katedrę patologii ogólnej. W 1886 roku został członkiem Académie de Médecine.

## Wybrane prace
- Études expérimentales sur l'identité de l'herpès circiné et de l'herpès tonsurant. Gazette médicale de Lyon, 1860.
- La pellagre observée à Lyon. Gazette médicale de Lyon, 1861.
- Recherches nouvelles sur la pellagre. Mémoires et comptes rendus de la Société des sciences médicales de Lyon, 1862.
- Des dégenerations secondaires de la moëlle épinière. Archives générales de médecine, Paris, 1866. (English translation by Edward Reynolds Hun (1842-1880) as Secondary degenerations of the spinal cord. Utica, 1869.)
- Les auto-intoxications. 1866.
- Étude sur quelques points de la pathogénie des hémorrhagies cérébrales. Dissertation, 1866.
- Tuberculose et phthisie pulmonaire. Gazette hebdomadaire de médecine et de chirurgie, Paris, 1868.
- De la pathogénie des hémorrhagies. 1869. (English translation by Thomas John Maclagan (1838-1903), London, 1872.)
- Utilité et objet de l’historie de la médecine. Leçon d’ouverture. Gazette médicale, 1876. (Lyon oder Paris?)
- Étiologie de la fièvre typhoïde, rapport présenté au Congrès méd. internat. de Génève. 1877.
- Maladies par ralentissement de la nutrition; cours de pathologie générale professé à la Faculté de médecine de Paris pendant l’année 1879-80, rec. et publ. par le Dr. Frémy. 1882.
- L’auto-intoxication dans les maladies.
- Etudes nouvelles sur les ablations odontologiques indolores, rapport présenté par MM. Charles-Joseph Bouchard et Laurent Cunasc au Congrès méd. de Bruxelles..., Paris, 1883.
- Thérapeutique des maladies infectieuses.
- Questions relatives à la reforme des études médicales. Paris, 1907